# 耶靈

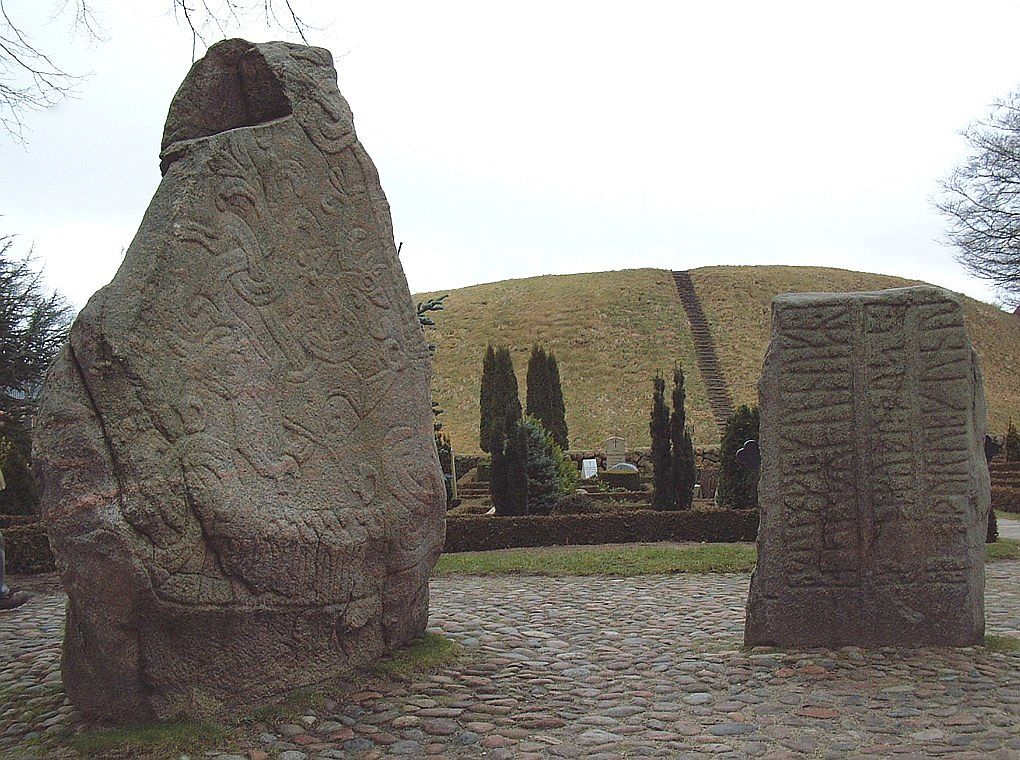
耶靈石

耶靈（丹麥語：Jelling）是丹麥的一個村莊，位於瓦埃勒以北10（6.2英里），高於海平面105（344英尺）。以耶靈石而聞名。
在2007年1月進行市政改革之前，耶靈是耶靈市镇的行政中心。當地曾有一家銀行，在市政改革後被Den Jyske Sparekasse銀行收購。